# Vâsc european
Vâscul european (lat. Viscum album) este o specie de vâsc, specia numită inițial astfel și este cunoscută și ca Vâsc comun, pentru a o distinge de alte specii înrudite. Este originară din Europa și sud-vestul Asiei.

## Descriere
Este o plantă semiparazită, care crește pe tulpina altor pomi. Are tulpini de 30 până la 100 cm lungime cu ramuri dihotomice. Frunzele se află în perechi opuse, de forma unor panglici, întregi, având structura pielii prelucrate, cu o lungime de 2–8 cm și lățimea de 0.8-2.5 cm, de culoare galben-verzuie. De regulă dioicice, florile sunt discrete, de culoare galben-verzuie, având un diametru de 2–3 mm. Fructul este o boabă de culoare albă sau galbenă, care conține numeroși sâmburi încastrați în pulpa gelatinoasă a fructului.
Până la patru subspecii sunt în general acceptate (Flora Europaea, Flora Chinei, Bean 1980, Blamey & Grey-Wilson 1989), și alte două câteodată. Specile diferă în culoarea fructului, forma și mărimea frunzelor și evident în copacii gazdă utilizați.
- Viscum album subsp. abietis (Wiesb.) Abromeit. Europa centrală. Fruct alb; Frunzele de până la 8 cm. Crește pe Abies.
- Viscum album subsp. album. Europa, sud-vestul Asiei și în est până în Nepal. Fruct alb; frunze de până la 3–5 cm. Pe Malus, Populus, Tilia, și mai puțin pe numeroase alte specii, incluzând (rareori) Quercus.
- Viscum album subsp. austriacum (Wiesb.) Vollmann. Fruct galben; frunze de până la 2–4 cm. Europa centrală. Pe Larix, Pinus, Picea.
- Viscum album subsp. meridianum (Danser) D.G.Long. Asia de sud-est. Fruct galben; frunze de până la 3–5 cm. Pe Acer, Carpinus, Juglans, Prunus, Sorbus.
- Viscum album subsp. creticum Böhling et al. Recent în Creta estică (Böhling et al. 2002). Fruct alb; frunze scurte. Pe Pinus brutia.
- Viscum album subsp. coloratum Kom. este tratat de Flora Chinei ca o specie distinctă Viscum coloratum (Kom) Nakai.

## Mitologie și simbolism
Vâscul a stârnit dintotdeauna interes și este înconjurat de un număr de mituri și legende. În unele țări joacă un rol în festivitatea de Crăciun. De asemenea apare și în popularele cărți cu benzi desenate Asterix, unde vâscul cules din stejar avea propietăți speciale..

## Galerie de imagini

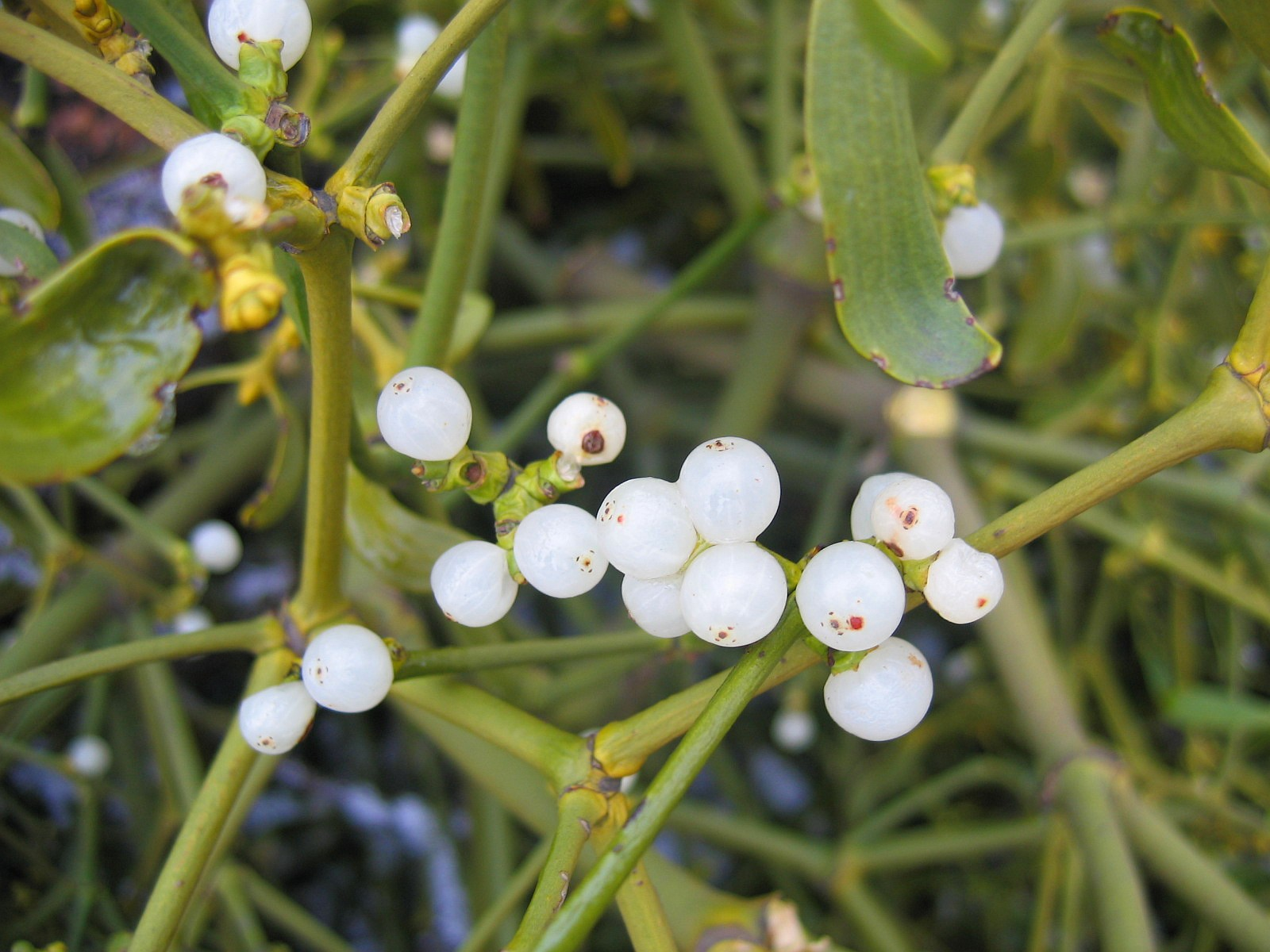
Fructul subsp. album, Polonia
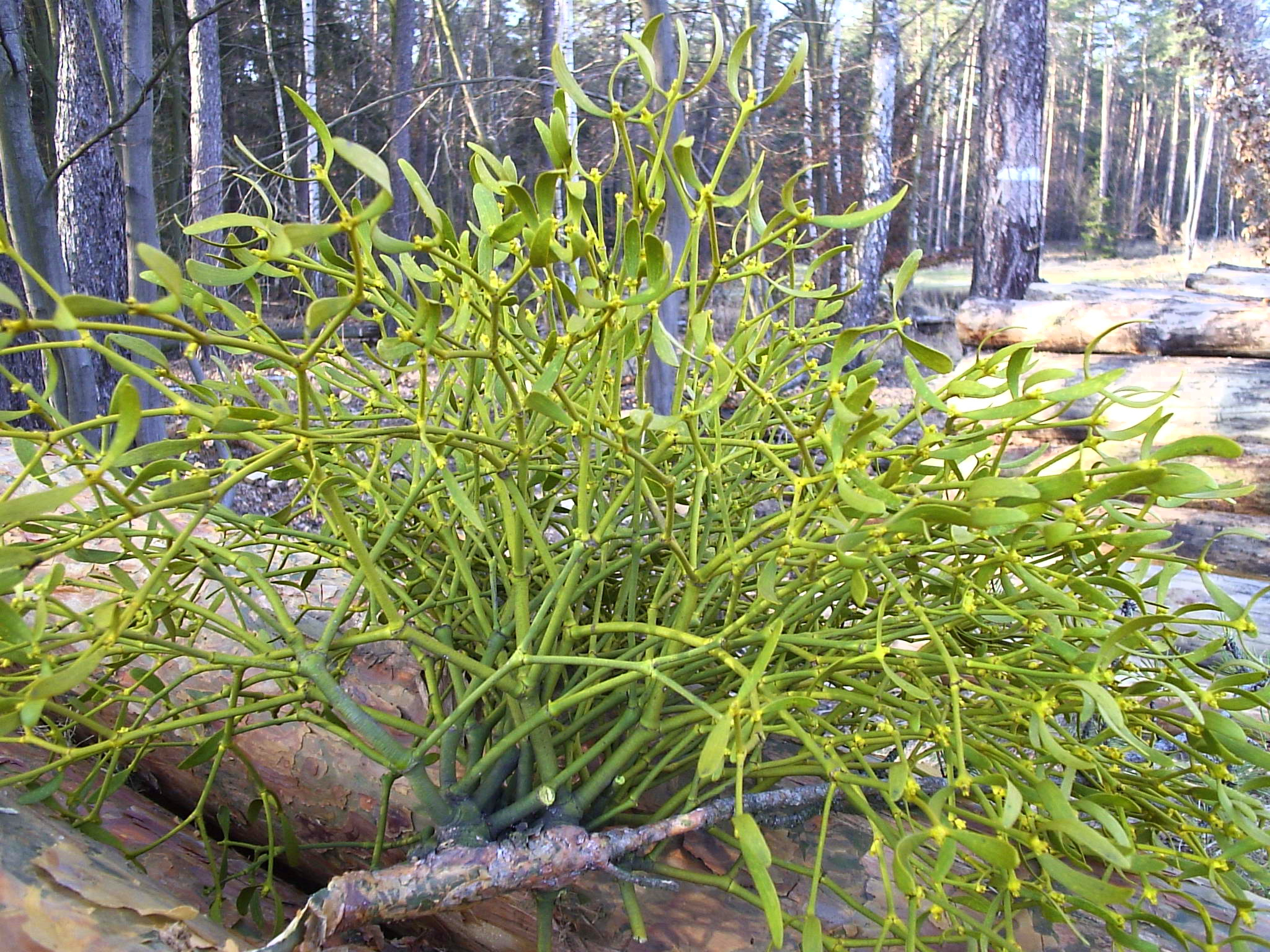
Plantă din subsp. austriacum pe Pinus silvestris, Polonia
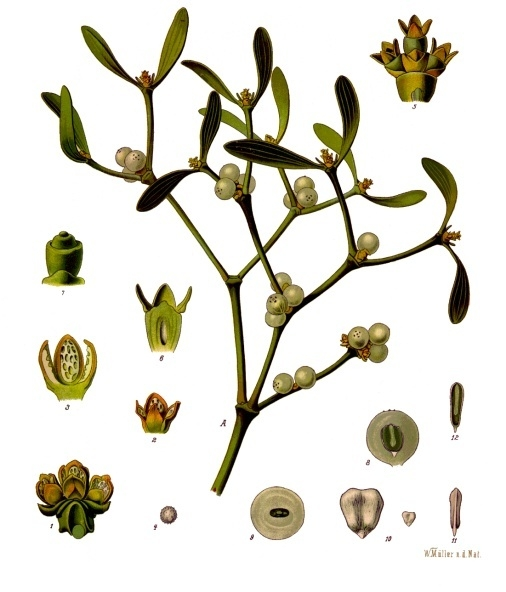
Ilustraţie din sec. 19 creată de Köhler
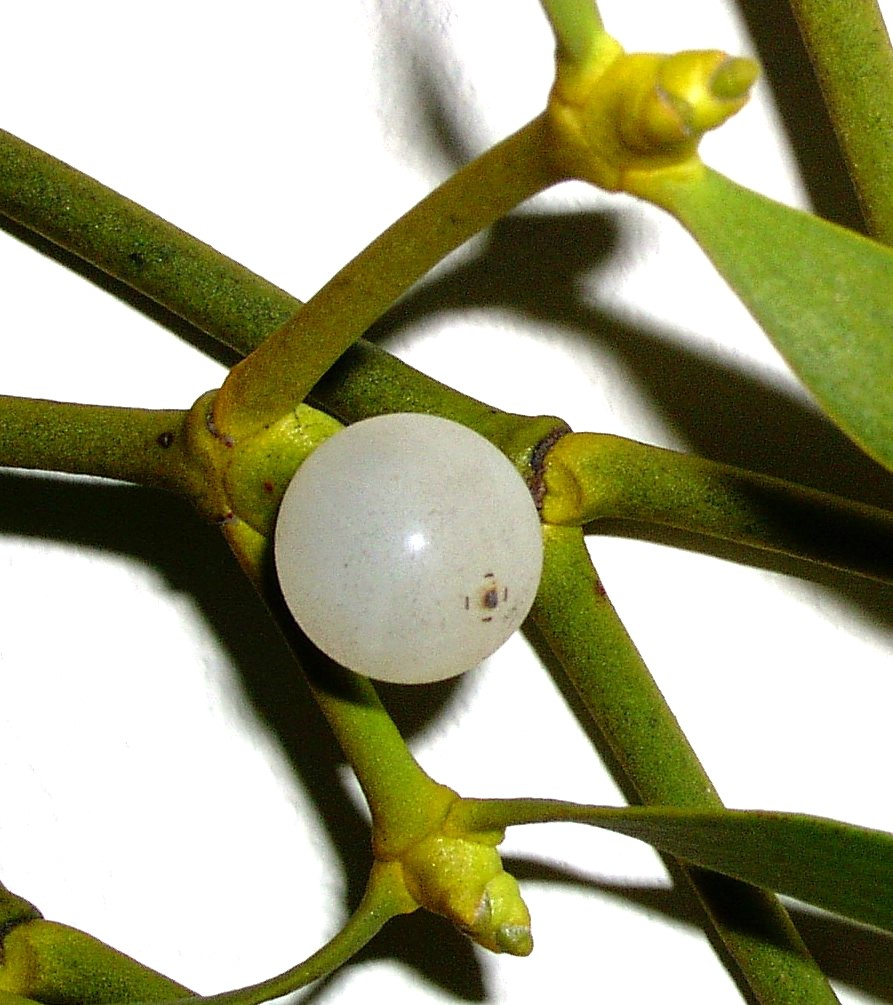
Fructul speciei Viscum album

## Curiozități culturale
Vâscul este emblema florală statală pentru statul american Oklahoma, respectiv floarea comitatului Herefordshire din Regatul Unit. 
În fiecare an, orășelul Tenbury Wells, din Regatul Unit, ține un Festival al vâscului, unde se încoronează o Regină a vâscului (a Mistletoe Queen).